# Quercus oblongifolia
Quercus oblongifolia là một loài thực vật có hoa trong họ Cử. Loài này được Torr. miêu tả khoa học đầu tiên năm 1853.

## Hình ảnh

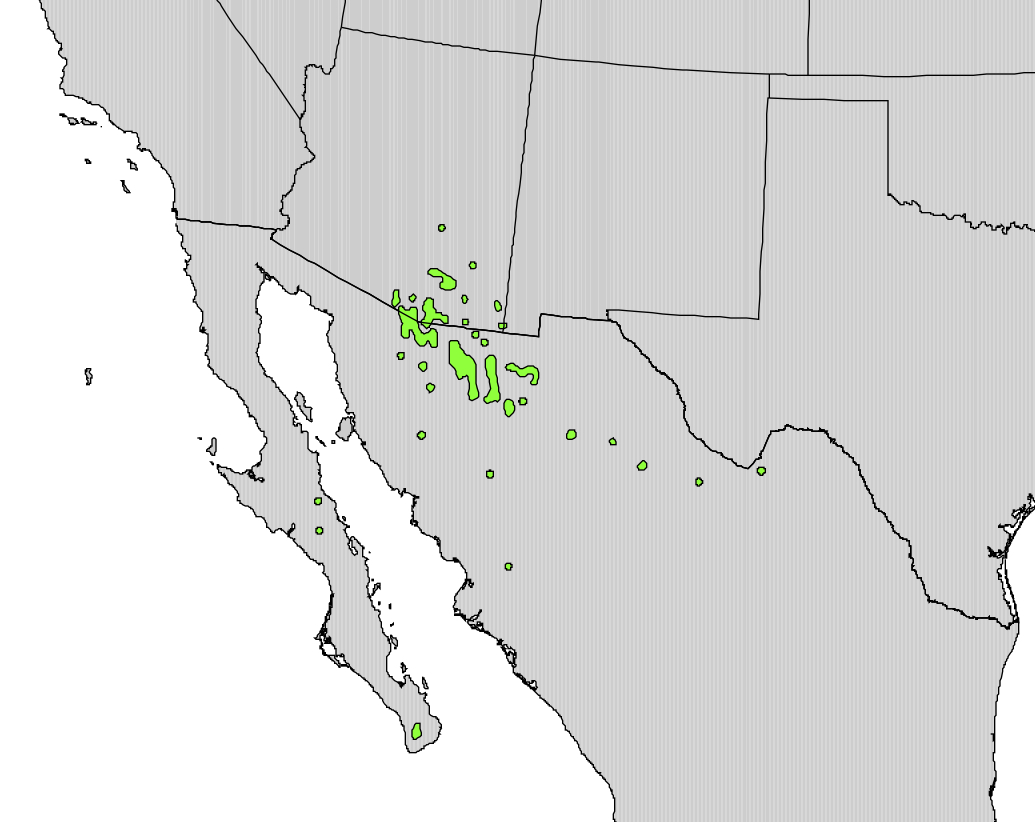